# Mšec
Mšec är en köping i Tjeckien.   Den ligger i regionen Mellersta Böhmen, i den centrala delen av landet, 40 km väster om huvudstaden Prag. Mšec ligger 444 meter över havet och antalet invånare är 828.
Terrängen runt Mšec är huvudsakligen platt, men åt nordväst är den kuperad. Runt Mšec är det tätbefolkat, med 286 invånare per kvadratkilometer. Närmaste större samhälle är Kladno, 15,9 km öster om Mšec. Trakten runt Mšec består till största delen av jordbruksmark.